# St. Vincentius (Dinslaken)

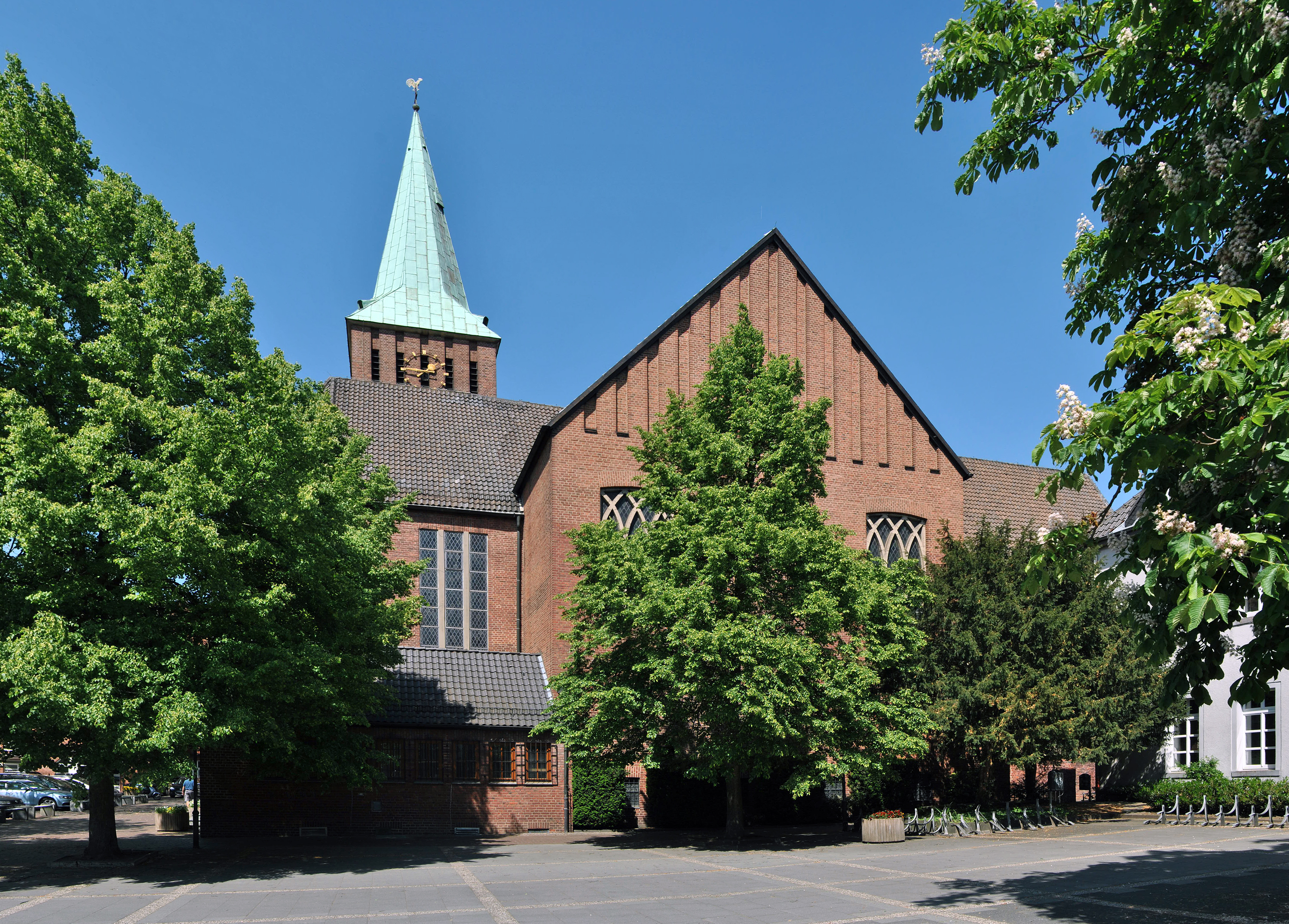
St. Vincentius, von Süden (Mai 2011)

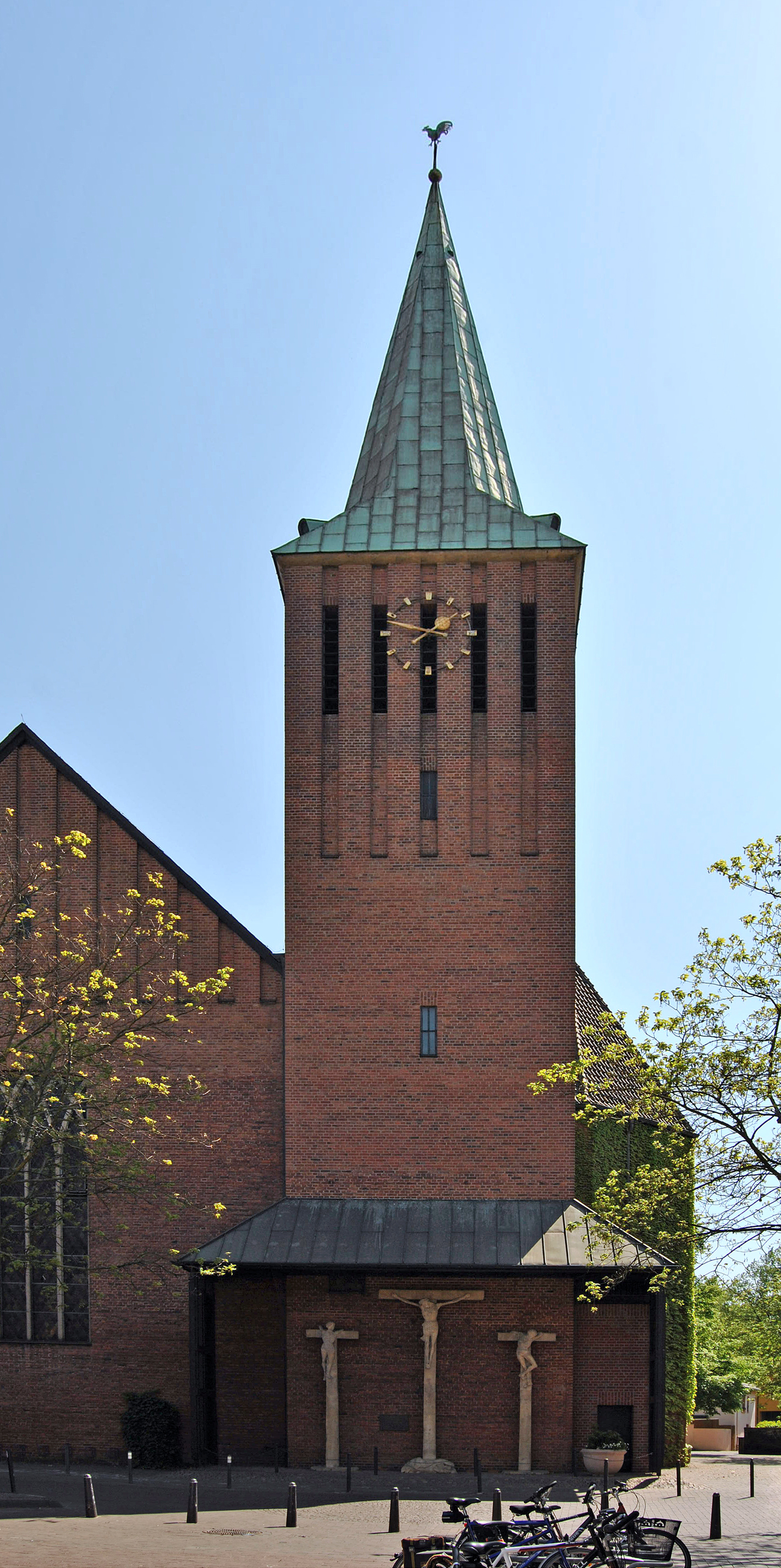
Kirchturm (Nordseite)

Die Pfarrkirche St. Vincentius ist eine römisch-katholische Kirche in der Stadt Dinslaken (Kreis Wesel, Nordrhein-Westfalen). Sie trägt das Patrozinium des heiligen Vinzenz von Valencia und steht unter Denkmalschutz.

## Geschichte und Architektur

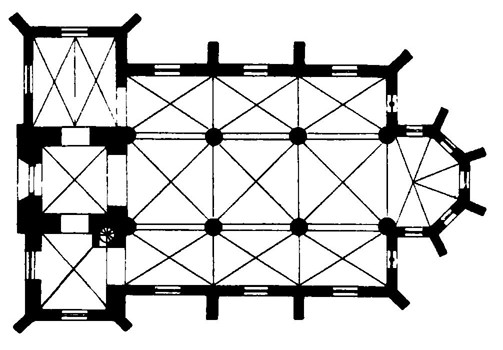
Grundriss der alten Kirche (1893)

In Dinslaken bestand ursprünglich nur eine Kapelle, die 1390 erstmals erwähnt wurde. 1436 bestätigte der Herzog von Kleve die Abpfarrung Dinslakens von der Mutterkirche in Hiesfeld. 1437 erfolgte erstmals die Erwähnung eines Pfarrers in Dinslaken. In der Mitte des 15. Jahrhunderts schließlich erfolgte der Bau einer eigenen Pfarrkirche. Sie war eine spätgotische dreischiffige Hallenkirche mit 5/8-Chorschluss. Der mächtige Turm wurde seit 1492 bzw. 1512 von zwei Kapellen flankiert. 1661 wurde der Chor erhöht, wohl um das Triumphkreuz des frühen 14. Jahrhunderts anbringen zu können. 1924 bekam der Turm eine neue Haube in barocken Formen. Dieses Gotteshaus wurde 1945 teilweise zerstört, die erhaltene Bausubstanz des Chors wurde in einen erweiterten Wiederaufbau aus zeitgenössischen Formen einbezogen.
Die neue, mit ihrem parabelförmigen Chorbogen seitdem nach Westen ausgerichtete, flachgedeckte, von einem querliegenden Satteldach überfangene Backsteinhalle wurde 1950–1951 nach Plänen des Kölner Kirchenarchitekten Otto Bongartz erbaut. Dabei wurden die beiden in Mauerwerk aus Feldbrandziegeln ausgeführten östlichen Joche und der in fünf Seiten eines Achtecks gebrochene Ostchor der Vorgängerkirche einbezogen. Im gotischen Teil wurde beim Neubau der Fußboden höher gelegt, das Polygon wurde zur Taufkapelle eingerichtet.

## Ausstattung

### Hochaltar
Der Hochaltar im Westchor von 1951 besteht aus einem neugotischen Unterbau, auf den ein gotisches Schnitzretabel aus der Zeit um 1460–1470 gesetzt wurde, das wohl schon ursprünglich für den Chor der wenige Jahre zuvor errichteten Hallenkirche in einer Brüsseler Werkstatt angefertigt worden war.
Die gotischen Teile
Im geöffneten Zustand des Klappaltars entfaltet sich detailreich über die gemalten Flügel und den geschnitzten Mittelschrein hinweg die gesamte Passionserzählung. Sie beginnt mit Abendmahl, Einzug in Jerusalem, der Ölbergszene auf den gemalten Flügeln links und setzt sich mit den Reliefs der Gefangennahme, Geisselung und Kreuztragung fort. Das überhöhte Mittelfeld nimmt ein „volkreicher Kalvarienberg“ ein, wie er sich als beliebter Bildtyp in Schnitzaltären des späten Mittelalters herausgebildet hatte. Auf der rechten Seite folgen Kreuzabnahme, Grablegung und Auferstehung. Die Erzählung schließt mit den drei gemalten Tafeln Himmelfahrt, Pfingstwunder und den Emmaus-Jüngern.
Den Namen des Malers der Altarflügel kennen wir nicht. Aber einem Brüsseler Maler, der nach einem seiner Werke im Pariser Louvre mit dem Notnamen „Meister von Sainte Gudule“, benannt ist und dem noch andere Gemälde in europäischen Sammlungen zugeordnet werden können, werden auch die Dinslakener Altartafeln zugeschrieben.
Sein Stil steht unmittelbar unter dem Einfluss Rogiers van der Weyden (1400–1464).
Zur Einordnung: Zwischen etwa 1400 und dem Beginn der Reformation hatte sich in Flandern eine zur Spätzeit hin enorm gesteigerte Produktion solcher Altaraufsätze entwickelt, zunächst in Brüssel, später mehr in Antwerpen.
Der Altar in Dinslaken stellt in dieser Reihe ein frühes, seltenes, vollständiges und darüber hinaus ein am Bestimmungsort verbliebenes Beispiel dar. Es darf zu „den bedeutendsten  Retabeln gerechnet werden, die sich aus den Werkstätten des Fernhandelszentrums Brüssel bis heute erhalten haben“.
Nachmittelalterliche Änderungen
Ursprünglich als Hochaltar aufgestellt, war er gegen Ende des Mittelalters einer von vier Altären der Kirche. In der Barockzeit wurde er durch einen Aufbau im damaligen Zeitgeschmack ersetzt. 1850/1853 wurde das beiseite gestellte Stück als Hochaltar reaktiviert und dazu in der Kölner Werkstatt von Christoph Stephan (1797–1864) restauriert und vergrößert. Dem Altartisch wurde ein neues Antemensale mit den Reliefs Christi und der 12 Apostel vorgesetzt, wegen des mittig integrierten Tabernakels erhielt der Altar eine relativ hohe Predella, auch sie ist mit vier Heiligenreliefs geschmückt. Der gotische Schrein wurde von 1852 bis 1854 neu polychromiert, die Malereien wurden 1883 restauriert. 1950 bis 1952 wurde das neugotische Gesprenge beseitigt.

### Triumphkreuz

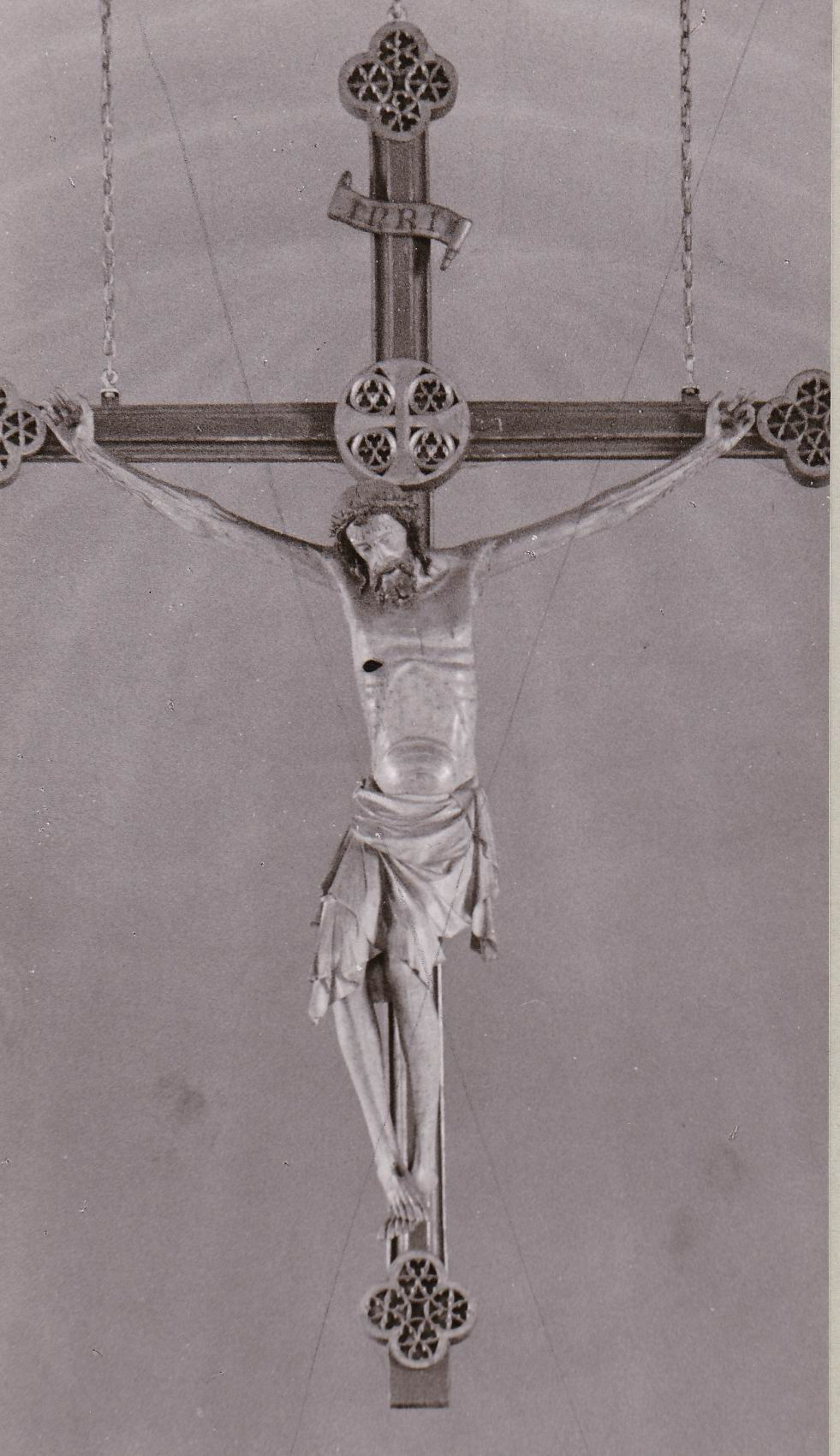
Triumphkreuz aus Kamp, Eichenholz, farbig gefasst, Köln um 1300–1320 (Foto 1970)

Die herausragende Qualität, der gute Erhaltungszustand, das monumentale Format und die frühe Entstehungszeit machen „den hohen Rang dieses Bildwerks deutlich, das zweifellos zu den Hauptwerken mittelalterlicher Kunst im Rheinland gerechnet werden kann“.
Ursprünglich wohl auf einem Lettnerbalken aufgestellt, markieren Triumphkreuze unter dem Chorbogen den Eingang zum Santuarium größerer mittelalterlicher Kirchen.
Die schlanke, überlebensgroße Skulptur des Gekreuzigten besitzt noch ihre weitgehend original erhaltene Fassung. Über 30 in kleine Säckchen verpackte und beschriftete Reliquien sind in Hohlräumen von Kopf und Korpus des Kruzifixes verwahrt. Dieser ungewöhnlich große Reliquienbestand erlaubt es seit kurzem, ihre Herkunft und damit den ursprünglichen Aufstellungsort des Kreuzes zu bestimmen. Mit sehr hoher Wahrscheinlichkeit kommt dafür die Abteikirche der Zisterzienser in Kamp in Frage. Die dort verehrten Heiligen und ihre Reliquien zeigen ein signifikantes Maß an Übereinstimmung mit dem Dinslakener Bestand.  Erst 1661 erscheint ein Hinweis auf das Kreuz in den Dinslakener Quellen, nur wenige Jahre zuvor dürfte es aus Kamp erworben worden sein. Dazu passt, dass in der ersten Hälfte des 17. Jahrhunderts nach rapidem Niedergang das Kloster Kamp von den Mönchen vorübergehend verlassen worden war und Besitztümer verkaufen musste.
Eine dendrochronologische Untersuchung ermöglichte eine Datierung des Kreuzes auf nach 1286, wahrscheinlich in die Anfangsjahre des 14. Jahrhunderts. Auch diese Einordnung entspricht eher einer Herkunft aus dem um 1300 auf dem Höhepunkt seiner Blüte stehenden ältesten deutschen Zisterzienserkloster Kamp, als der damals noch unbedeutenden Dinslakener Vorgängerkapelle.
Stilgeschichtliche Vergleiche, sie weisen auf eine Entstehung in Köln hin, bestätigen diese frühe Ansetzung.
Nach Beschädigung im Zweiten Weltkrieg wurde das Kreuz mehrfach (1950, 2010) restauriert, dabei wurden am Korpus fast 90 Prozent einer älteren Farbfassung freigelegt.

### Orgel
Die Orgel wurde 1999 durch die Orgelbauwerkstatt Romanus Seifert in Kevelaer nach einem Konzept des Organisten Wolfgang Seifen erbaut. Das „französisch-romantisch“ disponierte Instrument hat 33 Register auf zwei Manualen und Pedal. Das zweite Manualwerk (Récit) ist schwellbar. Die Spieltrakturen sind mechanisch, die Registertrakturen sind elektrisch. Ausgestattet ist die Orgel mit einer 800-fachen elektronischen Setzeranlage.
| I Grand-Orgue C–c4 |     |
| Bourdon            | 16′ |
| Montre             | 8′  |
| Flûte harmonique   | 8′  |
| Salicional         | 8′  |
| Bourdon            | 8′  |
| Prestant           | 4′  |
| Flûte douce        | 4′  |
| Doublette          | 2′  |
| Fourniture IV-V    | 2′  |
| Grand Cornet V     | 8′  |
| Trompette          | 8′  |
| Clairon harmonique | 4′  |
| Tremblant          |     |

| II Récit Expressif C–c4 |        |
| Diapason                | 8′     |
| Cor de nuit             | 8′     |
| Viole de Gambe          | 8′     |
| Voix céleste            | 8′     |
| Flûte traversière       | 4′     |
| Nasard harmonique       | 2 ⁄3′  |
| Octavin                 | 2′     |
| Tierce harmonique       | 1 3⁄5′ |
| Trompette harm.         | 8′     |
| Basson-Hautbois         | 8′     |
| Voix humaine            | 8′     |

| Pédale C–g1   |     |
| Grand Bourdon | 32′ |
| Contrebasse   | 16′ |
| Soubasse      | 16′ |
| Flûte basse   | 8′  |
| Bourdon       | 8′  |
| Flûte         | 4′  |
| Contrebasson  | 32′ |
| Bombarde      | 16′ |
| Trompette     | 8′  |
| Clairon       | 4′  |

- Koppeln: I/I (Suboktavkoppel), II/I (Normal-, Sub-, Superoktavkoppel), II/II (Sub- und Superoktavkoppel), I/P, II/P (Normal- und Superoktavkoppel)

### Drei Kreuze

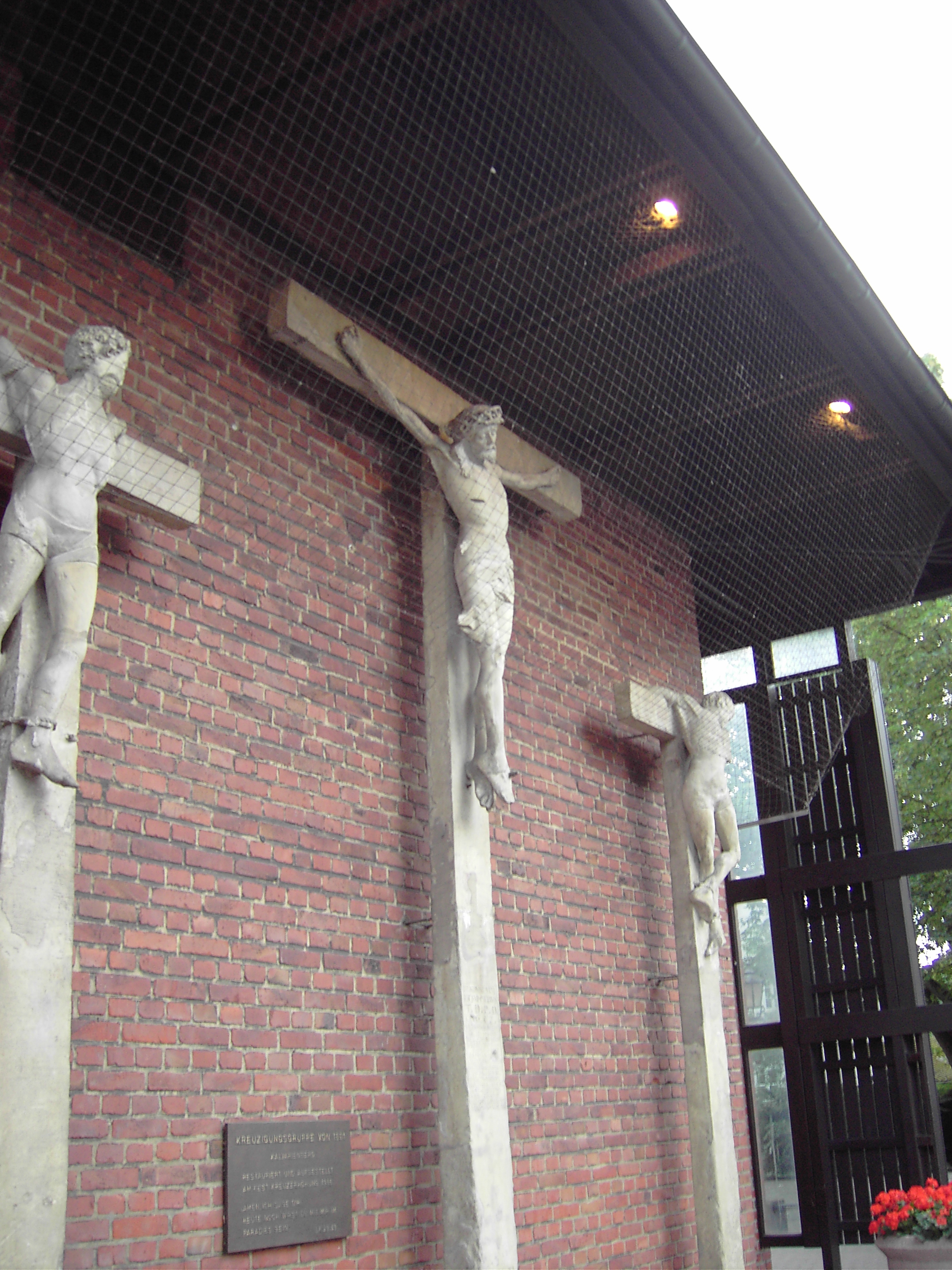
Originalskulpuren der Drei Kreuze Juli 2007

Seit 1985 standen unter einem Notdach am Kirchturm die so genannten Drei Kreuze. Es sind drei stark verwitterte, spätgotische Skulpturen aus Baumberger Sandstein. Sie stammen wohl, wie auch die Gruppe im westfälischen Metelen, aus einer Weseler Werkstatt. Am ehemaligen Standort an der Walsumer Straße stehen heute Kopien. Ursprünglich war dies der Abschluss eines 1501 gestifteten Bittweges in Wesel. Die Skulpturen wurden 1588 abgebrochen und laut Inschriften 1652 in Dinslaken aufgestellt. Der Christuskopf wurde zu Anfang des 20. Jahrhunderts erneuert. Umfangreiche Restaurierungen wurden von 1966 bis 1967 und von 1984 bis 1985 vorgenommen und am Kirchturm unter einem Schutzdach wieder aufgestellt, aber im Zuge der Turmsanierung abgebaut und eingelagert.

### Sonstige Ausstattung
- Neugotische geschnitzte Seitenaltäre: Marienaltar 1891/1892 von Ferdinand Langenberg, Josefsaltar um 1853 von Christoph Stephan (Köln, um 1853)
- Der mit Maßwerk belegte, kelchförmige Taufstein aus dem 15. Jahrhundert ist aus Sandstein. Nach einer Kriegsbeschädigung wurde er stark überarbeitet.
- Der farbig gefasste Osterleuchter aus Holz wurde 1682 in Form einer gewundenen Säule angefertigt.
- Zwei geschnitzte Engel als Wappenhalter Christi stammen vom Ende des 15. Jahrhunderts. Die Farbfassung ist zerstört, die Flügel wurden erneuert.
- Hl. Vinzenz mit einem Kirchenmodell aus Eichenholz, erste Hälfte des 16. Jahrhunderts[12]

## Glocken
Im Turm befinden sich aktuell sechs Glocken, zwei davon (Vincentius und Maria) wurden 1785 auf dem Altmarkt in der Gusshütte der Familie Petit gegossen, die kleinste wurde vermutlich in den Niederlanden gegossen. Die größte Glocke kam 1954 nach dem Wiederaufbau des Turms hinzu, während 2007 zwei Glocken ergänzt wurden, die zuvor in der Christuskirche von Dinslaken gehangen hatten, nach der Schließung und Abriss der Kirche jedoch keine Funktion mehr hatten und daraufhin der Vincentiusgemeinde geschenkt wurden.
| Name der Glocke                                            | Gießer & Jahr                     | Schlagton | Gewicht        |
| ---------------------------------------------------------- | --------------------------------- | --------- | -------------- |
| Maria Immaculata                                           | Feldmann & Marschel 1954          | d1        | circa 1.600 kg |
| Vincentius                                                 | Alexius Petit der Ältere 1785     | fis1      | 800 kg         |
| Maria                                                      | Alexius Petit der Ältere 1785     | a1        | 440 kg         |
| Christ ist erstanden                                       | Petit & Edelbrock 1971            | h1        | 320 kg         |
| Oh Land,Land,Land,höre des Herrn Wort (neue Angelusglocke) | Petit & Edelbrock 1971            | cis2      | 285 kg         |
| Alte Angelusglocke                                         | Fredericus & Everhardi Petit 1787 | d2        | 170 kg         |